# Bergerhausen (Kerpen)
Bergerhausen ist ein Ortsteil des Kerpener Stadtteils Blatzheim im Rhein-Erft-Kreis in Nordrhein-Westfalen.

## Lage
Bergerhausen liegt zwischen Blatzheim im Südwesten und Manheim-neu im Nordosten. Der Ort ist mit Blatzheim zusammengewachsen. Durch den Ort verläuft die Kreisstraße 55 und am südlichen Ortsrand fließt der Neffelbach.

## Ortsbild
Bergerhausen ist ein ländlich geprägtes und von Feldern umgebenes Straßendorf. Einzige Sehenswürdigkeit ist die Wasserburg Bergerhausen.

## Geschichte
Bergerhausen wurde erstmals 1291 urkundlich erwähnt und gehört auf kirchlicher wie kommunaler Ebene seit jeher zu Blatzheim. Die am Ortsrand gelegene Burg Bergerhausen wurde um 1200 erbaut. Sie ist die einzige noch erhaltene von ehemals drei Burgen in Bergerhausen.

## Verkehr
Die VRS-Buslinie 976 der Rhein-Erft-Verkehrsgesellschaft verbindet den Ort mit Kerpen, Frechen und Buir. Zusätzlich verkehren an Schultagen einzelne Fahrten der auf die Schülerbeförderung ausgerichteten Linie 933 sowie eine Fahrt der AVV-Linie 276 des Rurtalbus.
| Linie | Betreiber | Verlauf |
| ----- | --------- | --- |
| 276   | Rurtalbus | Düren Bf/ZOB – StadtCenter – Distelrath – Merzenich Schöne Aussicht – Golzheim – Buir / Blatzheim (– Bergerhausen – Manheim-neu – Langenich – Kerpen)                                                  |
| 933   | REVG      | Buir / Niederbolheim – Blatzheim – Bergerhausen – Manheim-neu – Langenich – Kerpen – Sindorf Schulzentrum                                                                                              |
| 976   | REVG      | Frechen EuroPark – Frechen Rathaus – Benzelrath – Grefrath – Habbelrath – Neu-Bottenbroich – Horrem Bf – (Sindorf Schulzentrum –) Kerpen – Langenich – Manheim-neu – Bergerhausen – Blatzheim – Buir S |